# Börje Thomasson
Börje Thomasson (ur. 9 sierpnia 1914, zm. 2 kwietnia 2005) – szwedzki lekkoatleta, sprinter, medalista mistrzostw Europy z 1938.
Zdobył brązowy medal w sztafecie 4 × 400 metrów (w składzie: Lars Nilsson, Carl-Henrik Gustafsson, Thomasson i Bertil von Wachenfeldt) na mistrzostwach Europy w 1938 w Paryżu.